# 辻村明
辻村 明（つじむら あきら、1926年10月12日 - 2010年8月20日）は、日本の社会心理学者、東京大学名誉教授。日本行動学会理事長。

## 経歴
1926年、静岡県浜松市生まれ。東京大学文学部社会学科で学び、1951年に卒業。
1964年、東京大学文学部社会学科助教授に就任。1972年、同教授に昇格。社会学科で社会心理学研究室の講座を担当した。1985年、学位論文『戦後日本の大衆心理：新聞・世論・ベストセラー』を東京大学に提出して社会学博士の学位を取得。1986年、静岡県立大学が設立されるのに伴い、準備会座長を務めた。1987年、東京大学を定年退官し、名誉教授となった。その後は、静岡県立大学国際関係学部教授となり、副学長に就いた。1991年、東北女子大学学長に就任。　1993年には、流通経済大学で特任教授を務めた。
学界では、日本行動学会理事長を務めた。最晩年は、介護のデイ・サービスを受けつつ体験手記を公刊し、そこでも和歌や唱歌・寮歌・軍歌の歴史由来を、分かり易く解説する講話を行っていた。

## 受賞・栄典
- 1991年：紫綬褒章
- 1998年：勲三等旭日中綬章[2]
- 2010年：従四位[3]

## 研究内容・業績
- 保守派の論客であり、日本文化会議や知識人懇話会などに参加。産経新聞の「正論」常任執筆者。
- 研究開始当初は、大衆宣伝が社会に与える影響について考察した。そのうち、ソ連・中国を対象とした研究に移り、社会主義体制での非民主主義性を批判する立場にあった。また、地方文化論、大衆社会批判、日本のマスコミ批判などに関して発言を行っている。
- 自身については、森田療法で不安神経症を乗り切った経験を持つ。その経験は『ノイローゼに克つ法 森田療法による私の体験的アドバイス』にまとめている。
- 東大時代の教え子の一人には、草野仁がいる。[4]

## 著書

### 単著
- 『ソ連のジャーナリズム 社会学的ソ連紀行』弘文堂, 1964
- 『大衆社会と社会主義社会』東京大学出版会 1967
- 『日本文化とコミュニケーション』日本放送出版協会(NHKブックス)　1968
- 『イデオロギーを超えて』潮出版社(潮新書)　1971
- 『新聞よ驕るなかれ』高木書房 1976
- 『私はノイローゼに勝った』ごま書房(ゴマブックス)　1979
- 『戦後日本の大衆心理 新聞・世論・ベストセラー』東京大学出版会 1981
- 『地方の誇り 文化逆流の時代』中公新書, 1984
- 『大衆現象を解く』講談社現代新書, 1984
- 『現代社会論』全2巻 放送大学教育振興会, 1986
- 『地方の復権 その航路を示すもの』ぎょうせい, 1990
- 『ノイローゼに克つ法 森田療法による私の体験的アドバイス』ごま書房(ゴマブックス)　1991
- 『自分と戦った人々』高木書房 1993
- 『地方都市の風格 歴史社会学の試み』東京創元社, 2001
- 『私の人生を救った森田療法　私はこうして「こころの病」を克服した』ごま書房新社　2008
- 『大いに笑い、大いに歌う～東大名誉教授、デイ・サービスに通う』日本経済新聞出版社　2008

### 共著編著
- 『沖縄の言論 新聞と放送』大田昌秀 至誠堂, 1966
- 『現代ソヴェト社会論 社会学的分析』 日本国際問題研究所, 1970
- 『中ソ社会主義の政治動態』徳田教之共編 アジア経済研究所, 1974
- 『現代ソ連の社会と文化』西村文夫共編 日本国際問題研究所, 1980
- 『高速社会と人間 果たして人間はどうなっていくのか』 かんき出版, 1980
- 『日米間のコミュニケーション・ギャップ』生田正輝共編著 慶應通信, 1981
- 『日本と韓国の文化摩擦 日韓コミュニケーション・ギャップの研究』 出光書店, 1982
- 『コミュニケーションの社会心理学』水原泰介共編 東京大学出版会 1984
- 『世界は日本をどう見ているか 対日イメージの研究』 日本評論社 1987
- 『異文化との出会い』金両基共編 北樹出版, 1988
- 『コミュニケーション理論の東西比較 異文化理解のパラダイム』D.L.キンケード共編 日本評論社, 1990
- 『日本人と土地 日本における土地意識とその要因』中村英夫共編著 ぎょうせい, 1990
- 『体験・森田療法 20人の体験者は、どうやって心の悩みを克服したか』 ごま書房(ゴマ健康ブックス)　1995
- 『泉は涸れず 丸山勝廣と群馬交響楽団』林健太郎共編 毎日新聞社 1998

### 翻訳
- 『社会の動きの心理学』(文庫クセジュ) ポール=アンリ・モーコール 田中清助共訳 白水社, 1952
- 『ソヴェートの世論』A.インケルス 東京創元社, 1955
- 『煽動の技術 欺瞞の予言者 L.ローウェンタール』N.グターマン 岩波書店, 1959
- 『大衆社会の政治』ウィリアム・コーンハウザー 東京創元社, 1961
- 『社会学とは何か』アレックス・インケルス 至誠堂, 1967
- 『政治と言語』クラウス・ミューラー 松村健生共訳 東京創元社, 1978

### 論文
- 「投票行動における意識構造」 『東京大学新聞研究所紀要』 第8号 1951
- 「世論と政治宣伝」 『マス・コミュニケーション講座 5. 現代社会とマス・コミュニケーション』河出書房 1955
- 「宣伝」 『現代心理学 5. 社会と文化の心理学』 河出書房 1955
- 「ソヴィエトの宣伝」 南博編 『応用心理学講座 4. 宣伝・広告』 光文社 1959
- 「ソビエトにおける大衆社会状況」 『学燈』 1960年4月号
- 「ソビエトにおける言論の自由」 『新聞研究』 1961年4月号
- 「社会体制と放送制度 (1)」 NHK『放送学研究』 第1号 1962
- 「アメリカにおけるマス・コミュニケーション研究」 『放送学研究』 第5号 1963
- 「大衆社会とマスコミの将来」 『潮』 別冊 1966年秋季号
- 「史的唯物論とマルクス主義社会」 『社会学評論』 第17巻 1号 1966
- 「社会体制と社会心理」 『今日の社会心理学 6. 変動期における社会心理』 培風館 1967
- 「社会主義社会における情報」 『東京大学公開講座 13. 情報』 東京大学出版会 1971
- 「社会主義社会と言論の自由」 内川芳美ほか編 『講座現代の社会とコミュニケーション 1. 基礎理論』 東京大学出版会 1974
- 「漫画にみるソ連の市民生活」 『コミュニケーション-行動と様式 (東京大学新聞研究所創立25周年記念論文集)』 東京大学出版会 1974
- 「精神分析から森田療法へ」 『コミュニケーションの東西比較』 横浜シンポジウム 1982
- 「森田療法と性格」 『パッケージ性格の心理 2. 性格の変化と適応』 ブレーン出版 1985
- 「精神の健康-フロイトの精神分析から森田療法へ」 『社会心理学研究』 第5巻 2号 1990
- 「社会心理学の軌跡」 日本学術振興会 『学術月報』 1992年7月号

## 参考
- 『日本心理学者事典』クレス出版、2003年、715頁。ISBN 4-87733-171-9。

## 脚註
1. ↑  辻村明氏死去　東大名誉教授、元東北女子大学長 共同通信ヘッドライン 2010年8月20日閲覧
2. ↑  『官報』号外86号、平成10年4月30日
3. ↑  『官報』第5405号、平成22年9月28日
4. ↑  「恩師　辻村明先生」、2009年3月18日 草野仁のブログより 2010年8月20日閲覧